# (8675) 1991 YZ
1991 واي زد (ويعرف أيضًا باسم (8675) 1991 واي زد وفق تسمية الكوكب الصغير) (بالإنجليزية: 1991 YZ)‏ هو كويكب ضمن حزام الكويكبات؛ وترتيبه 8675 من حيث الاكتشاف.
اكتُشف هذا الجُرم الفلكي بواسطة هيروشي كانيدا في 30 ديسمبر 1991.

## وصلات خارجية
- (8675) 1991 YZ في قاعدة بيانات مختبر الدفع النفاث لأجرام النظام الشمسي الصغيرة

- الاكتشاف · مخطط المدار ·  العناصر المدارية · المعلمات المادية

- (8675) 1991 YZ على موقع ويكي سكاي: DSS2, SDSS, GALEX, IRAS, Hydrogen α, X-Ray, Astrophoto, Sky Map, Articles and images